# Andreas Waschburger
Andreas Waschburger (Saarbrücken, 6 januari 1987) is een Duits langeafstandszwemmer. Sinds 2004 komt Waschburger uit op openwater-wedstrijden.
In 2011 plaatste hij zich voor deelname aan de Olympische Spelen van 2012 door in Shanghai op de 10 kilometer onder de limiet te zwemmen. Zijn doel voor 2012 is een plaats bij de beste acht op de Olympische Spelen. Hij behaalde de 8e plaats.
In het dagelijks leven is Waschburger politieman in Saarland.